# Бърдо
 Тази статия е за селото в България.  За земната форма вижте Хълм.  
Бърдо е село в Западна България. То се намира в община Ихтиман, Софийска област.

## География
Бърдо е село в Западна България. То се намира в Община Ихтиман, Софийска област. Отстои на 57 километра източно от София и на 52 км от западно от Панагюрище.
Село Бърдо се намира в планинска местност в Средна гора в близост до язовирите Тополница и Огняново. Надморската височина е около 1100 м. Климатът е умереноконтинентален. Средните зимни температури са между -1 °C и +1 °C, а средните летни температури са около 20 °C – 22 °C. Гледката от селото е невероятна – виждат се Рила, Витоша, Стара планина и Родопи. В околността на селото има красива букова гора. Въздухът е много чист и свеж. Районът е екологично чист, с добре развити аграрни и горски дейности.
Постоянното население на селото е 45 души, но през лятото достига около 200 души.
Селото е електрифицирано, но не и водоснабдено. Всички мобилни оператори имат обхват. Най-близките училище, целодневна детска градина и медицински кабинет се намират в близкото село, Вакарел – на около 12 км от Бърдо.
През последните години в района се наблюдава развитие в строителството и продажбата на парцели заради благоприятното разположение.

## Транспорт
С кола – от София по магистрала Тракия, посока Пловдив, през Вакарел по посока Панагюрище.
Железопътен или автобусен транспорт – до с. Вакарел и след това маршрутка до Бърдо. Маршрутките се движат с различно разписание.

## История
Много стар малък манастир „Св. Спас“ се намира в гората до с. Бърдо. Изграден е от камък и пред него извира вода, която местните казват, че е светена.
Открити са следи от рударство в местността Милчовец, в близост до Бузяковци, Язовина, и Тесни рът до Бърдо.

## Културни и природни забележителности
Манастир „Св. Спас“ – стар малък манастир, който се намира в гората до Бърдо. Изграден е от камък и пред него извира вода, която местните смятат за светена. През 1995 година е построен параклиса Свети Илия. Всяка година по повод християнския празник Илинден (20 юли) се провежда събор в чест на Св. Илия пред едноименния параклис. Районът е подходящ за лов, а близостта до язовирите благоприятства за развитието на риболова. В селото има биоферма.

## Други
В ловните сезони се организира лов на дивеч. Очаква се да започне изграждане на пансион за възрастни хора, инвестицията е от Белгия.